# Benefit Corporation
Die Benefit Corporation (B-Corporation) ist eine seit 2010 in vielen Bundesstaaten der USA eingeführte Unternehmensform, mit der Gemeinwohl und privatwirtschaftlicher Nutzen besser vereinbar gemacht werden sollen. Neben dem Gewinn sind bei solchen Unternehmen ein positiver Einfluss auf die Gesellschaft, Mitarbeiter, Allgemeinheit und Umwelt definierte Unternehmensziele. Die Benefit Corporations sind nicht zu verwechseln mit der durch die private B Lab Europe Foundation in Amsterdam vergebene Zertifizierung B Corporation.

## Status
Die Benefit Corporation ist ein Rechtsstatus, der durch bundesstaatliches Recht in den USA verliehen wird. In 35 US-Staaten und Washington, D.C. wurden Gesetze für die Verabschiedung dieses gesellschaftsrechtlichen Status verabschiedet. Es gibt zwar Ähnlichkeiten mit der deutschen gemeinnützigen GmbH, die Benefit Corporation darf aber im Gegensatz zur gGmbH Gewinne an ihre Gesellschafter ausschütten. Steuerlich ist sie daher normalen Unternehmen gleichgestellt, hat aber höhere Auflagen bei der Transparenz ihrer Geschäftszahlen und muss ihre Gemeinnützigkeit regelmäßig prüfen lassen.

## Benefit Corporation in Europa
Italien ist seit dem 22. Dezember 2015 das erste europäische Land, das eine der Benefit Corporation entsprechende Rechtsform eingeführt hat. Im Juni 2022 tagten in Rom 700 Vertreter von Benefit Corporations „auf einem internationalen Treffen […] weil der Club of Rome hier vor genau 50 Jahren einen bahnbrechenden Bericht veröffentlicht hatte: ‚Die Grenzen des Wachstums‘.“ Einer der Referenten, der italienische Kaffeefabrikant Andrea Illy – Präsident der Stiftung Regenerative Society Foundation (gegründet 2020), sagte, gemeinsam mit dem US-Ökonomen Jeffrey Sachs […:] „Die Politik könne nur die Rahmenbedingungen für den Paradigmenwechsel vorgeben, die Wirtschaft müsse als Hauptakteurin aber vorangehen.“